# Ellen Wulff
Ellen Susanne Wulff (født 8. marts 1950 i Vordingborg sogn) er semitisk filolog og især kendt for sin oversættelse af Koranen til dansk, udgivet i 2006.
Ellen Wulff er datter af kontorassistent, senere regnskabschef, Preben Wulff (1925-2002) og lærerinde Jytte Wulff (1926-1996), født Jacobsen; Færgegårdsvej 4, Vordingborg. 
Ellen Wulff var udtrådt af folkekirken i perioden 19. december 1989 - 3. januar 2004.
Ellen Wulff blev student fra Vordingborg Gymnasium i 1968 og tog lærereksamen fra Vordingborg Seminarium i 1973.
I 1981 blev hun fra Københavns Universitet mag.art. i semitisk filologi med hovedfag i arabisk og bifag i hebraisk og aramæisk. I 1980 modtog hun universitetets guldmedalje for en afhandling om arabisk middelaldersufismes brug af korancitater. I 1998 blev hun ph.d. på en afhandling om moderne arabisk sprog og litteratur.
Ellen Wulff har undervist på Odense Universitet og på Handelshøjskolen i København og været undervisningsassistent, amanuensis og adjunkt på det teologiske fakultet og på Carsten Niebuhr Instituttet. Hun underviste på Københavns Universitet fra 1981, hvor hun blev mag.art., til 2003, hvor hendes adjunktstilling ikke blev konverteret til et lektorat. Derfor gik hun i gang med sin koranoversættelse, som udkom på Forlaget Vandkunsten i 2006. Efterfølgende har hun været selvstændig oversætter fra arabisk.
I 2014 modtog Ellen Wulff Dansk Oversætterforbunds Ærespris for sin oversættelse af Koranen og Tusind og én Nat til dansk. Samme år modtog hun Christian Wilster-prisen og Det Danske Akademis oversætterpris. Året efter tildeltes hun C.L. Davids "Legatet af 30. juli 1953". 

## Forfatterskab
- En undersøgelse af arabiske mystikeres anvendelse af korancitater (afhandling, prisopgave KU, 1979)
- Diglossi og moderne arabisk prosalitteratur (Ph.d.-afhandling KU, 1998)
- Dansk-arabisk Ordbog (1989)[1]
- Living Waters (festskrift)

## Oversættelser
- Naguib Mahfouz: Tyven og hundene (1990)
- Emily Nasrallah: Rejse mod tiden (1993)
- Ørkenrosen og andre noveller fra Mellemøsten (2003)[5]
- Koranen (2006)[6]
- Al-Bukhari: Hadith-samling (2007)
- Ibrahim al-Koni: Blod af sten (2009)
- Ibn Ishaq: Sirat Rasul Allah (2010)
- Tusind og én nat (bind 1-5, 2013)
- Hassan Blasim: Den irakiske Kristus (2015)
- Hassan Blasim: Tossen fra Frihedspladsen (2016)
- Ibrahim al-Koni: Natteurt (2017)